# Windows XP Service Pack 3
Windows XP Service Pack 3 is de derde en laatste Service pack voor Windows XP. De ondersteuning voor Service Pack 3 liep tot en met april 2014. SP3 bouwt voort op SP2 en bevat volgende belangrijke wijzigingen:
- Betere compatibiliteit met Windows Server 2008
- Vele updates die tussen Service Pack 2 (2004) en Service Pack 3 (2008) zijn uitgebracht
- Een nieuwe versie van het programma 'Verbinding met Extern Bureaublad'
- Ondersteuning voor .NET 4.0

Service Pack 3 vereist eenmaal geïnstalleerd 900 MB aan vrije ruimte op de harde schijf. Voor het installeren van Service Pack 3 is wel Windows XP met Service Pack 1 (of 1a) of Service Pack 2 nodig. Deze versie is als een los installatiebestand op de website van Microsoft te krijgen of via Windows Update.